# Kéméné Tambo
Kéméné Tambo is een gemeente (commune) in de regio Kayes in Mali. De gemeente telt 17.000 inwoners (2009).
De gemeente bestaat uit de volgende plaatsen:
- Ambidédi (hoofdplaats)
- Ambidédi Poste
- Diakandapé Plantation
- Diakandapé Village
- Dramané
- Gakoura RG
- Gouélé
- Kananguilé
- Makadougou
- Makalagaré
- Moussala
- Songané
- Takoutala
- Tamboncané
- Toubaboukané